# Варнан, Леон
Лео́н Варна́н (фр. Léon Warnant; 13 марта 1919, Оре — 30 апреля 1996, Льеж) — бельгийский валлонский филолог, писатель и поэт.

## Биография
Родился 13 марта 1919 года в деревне Оре в Валлонии — франкоязычной части Бельгии. В 1941 году окончил Льежский университет, защитив диплом по лексике и культуре своей родной деревне Оре. В последующие годы доработал и существенно расширил свою дипломную работу, защитил на её основе диссертацию и опубликовал в 1949 году под заголовком «Культура в льежской Эсбе. Этнографическое и диалектологическое исследование» (фр. La culture en Hesbaye liégeoise. Étude ethnographique et dialectologique). За эту работу получил премию от Королевской академии французского языка и литературы.
С 1947 года — ассистент своего университетского преподавателя Луи Ремакля, от которого получил поручение воссоздать Лабораторию экспериментальной фонетики, не действовавшую с 1941 года. В рамках выполнения этого задания прошёл стажировку у Пьера Фуше в Институте фонетики Парижского университета. Автор множества научных работ, посвящённых французской и валлонской фонетике. С 1958 года — доцент, с 1963 — профессор. С 1984 года — на пенсии, но продолжал работать. Скончался в Льеже .

## Научная деятельность
Автор нескольких словарей:
- «Словарь современного французского нормативного произношения» (фр. Dictionnaire de la prononciation française dans sa norme actuelle, 1963), в дальнейшем выдержал несколько изданий. Словарь критиковался за излишнюю консервативность, но получил в общем положительные отклики.
- «Словарь устных и письменных рифм» (фр. Dictionnaire des rimes orales et écrites, 1973), построенный на ином принципе, чем существовавшие до него — он был построен на основе произношения, а не написания слов.
- «Французская орфография и произношение. 12 000 слов, которые произносятся не так, как пишутся» (фр. Orthographe et prononciation en français. Les 12 000 mots qui ne se prononcent pas comme ils s’écrivent, не окончен — был доработан и издан в 2006 году Луи Шалоном).

## Литературная деятельность
Помимо научной деятельности, является также автором нескольких художественных произведений, среди которых:
- на валлонском языке:[1][2]
  - «Огонь и дым» (Blames èt foumîres, 1953) — сборник стихотворений
  - «Годы и дороги» (Lès-annâyes èt lès vôyes, 1955) — сборник стихотворений
  - «Диктатор» (Li dictateûr, 1960, под псевдонимом Леон Ноэль, опубликована в 1984) — пьеса
  - «Зал 1417» (Såle 1417, 1960, под псевдонимом Леон Ноэль, не публиковалась).
  - Сказки (1970 и 1971)
- на валлонском диалекте французского языка:[1]
  - «Кола Пирлоч» (Colas Pîrlôtche, 1981)
  - «Мой Монокль, Кола Пирлоч и компания» (Mon mononke , Colas Pirlôtche & Compagnie, 1981, в соавторстве с Полем Бироном и Жан-Пьером Шамбоном)